# Wittekindsberg (Naturschutzgebiet)
Das Naturschutzgebiet Wittekindsberg liegt in den beiden Städten Porta Westfalica und Bad Oeynhausen im nordrhein-westfälischen Kreis Minden-Lübbecke. Es erstreckt sich im Bereich des Wittekindsbergs und des Häverstädter Bergs ungefähr vom Kamm des Wiehengebirges im Norden bis zur Bundesstraße 61 im Süden. Das Gebiet ist rund 114 ha groß und wird unter der NSG-Kennung MI-038 geführt.
Die Unterschutzstellung soll der Erhaltung der Buchenwald- und Laubmischwaldgesellschaften dienen. Hierbei handelt es sich insbesondere um Bergulmen-Ahornwald und Ahorn-Lindenwald. Außerdem werden die natürlichen sonnenexponierten Porta-Sandstein- und Kalksteinklippen des Gebirgskammes in den Heersumer Schichten des Malms geschützt, wie z. B. die Habichtswand. Ferner soll der anthropogene Aufschluss im Dogger in der Wolfsschlucht erhalten werden. 
Die Biotope dienen dem Erhalt seltener Tier- und Pflanzenarten, insbesondere von wärmeliebenden und holzbewohnenden Insekten. 
Die Flächen des Naturschutzgebiets liegen größtenteils auch im größeren FFH-Gebiet Wälder bei Porta Westfalica (Kennung DE-3719-301); die entsprechenden Bereiche sind daher Teil des europäischen Natura-2000-Schutzgebietsnetzes.